# Судьба останков царской семьи

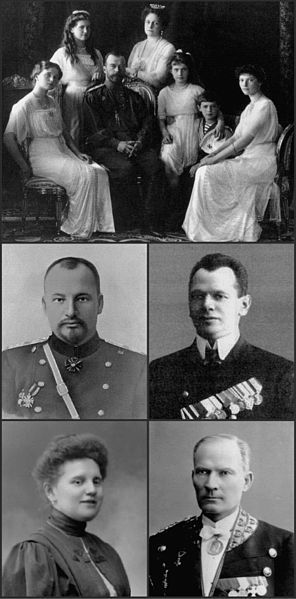
Убитые в доме Ипатьева.
1 ряд: Николай II с семьёй (слева направо: Ольга, Мария, Николай, Александра, Анастасия, Алексей и Татьяна)
2 ряд: лейб-медик Е. С. Боткин, лейб-повар И. М. Харитонов
3 ряд: комнатная девушка А. С. Демидова, камердинер полковник А. Е. Трупп

После убийства последнего российского императора Николая II, императрицы Александры Федоровны, цесаревича Алексея, царевен Ольги, Татьяны, Марии и Анастасии и нескольких их слуг в Ипатьевском доме в Екатеринбурге в 1918 году останки царской семьи были тайно захоронены. Первые попытки найти останки были предприняты в 1918 году. За это время найдены два захоронения, которые исследуются учеными, историками, представителями Русской православной церкви на предмет подтверждения или опровержения принадлежности найденных останков Царской Семье.
Останки Царской семьи и их свиты предположительно были найдены в июле 1991 года в окрестностях Екатеринбурга под насыпью Старой Коптяковской дороги в Поросёнковом логу. В ходе следствия по уголовному делу, которое вела Генпрокуратура России, останки были идентифицированы без разрешения суда. 17 июля 1998 года, в 80-ю годовщину расстрела, эти останки, именуемые «екатеринбургскими», были захоронены в Петропавловском соборе Санкт-Петербурга. В июле 2007 года предположительно были найдены останки цесаревича Алексея и великой княжны Марии.
Комиссия по изучению результатов исследования останков, обнаруженных в 1991 и 2007 годах близ Екатеринбурга, собрала многочисленные вопросы, возникшие в связи с расследованием убийства Царственных страстотерпцев и их приближенных, и, тщательно изучив материалы нового расследования, которое проводилось Следственным комитетом Российской Федерации в 2015—2021 годах, представила детальные ответы на них. Однако, эти ответы не удовлетворили многих представителей общественности и Церкви, в том числе независимых экспертов. Церковь и православная общественность именует эти останки «екатеринбургскими», а не царскими.
Следственный комитет России опубликовал на своем официальном сайте три тома книги, которая посвящена расследованию убийства семьи последнего российского императора Николая II.
Митрополит Илларион (Алфеев), бывший глава ОВЦС Московского Патриархата, заявил в 2021 году, что проведенное следствие не оставило сомнений в подлинности найденных под Екатеринбургом останков членов семьи последнего российского императора Николая II. Однако, в целом Русская православная церковь на конец 2023 года выразила сомнение в выводах следствия СК РФ и не согласилась с этими выводами.
Летом 2023 года Священным Синодом Русской Православной Церкви было проведено Архиерейское совещание, однако на нём не был решен вопрос о признании останков царской семьи Романовых, которые были найдены под Екатеринбургом (данный вопрос не рассматривался).

## Предыстория

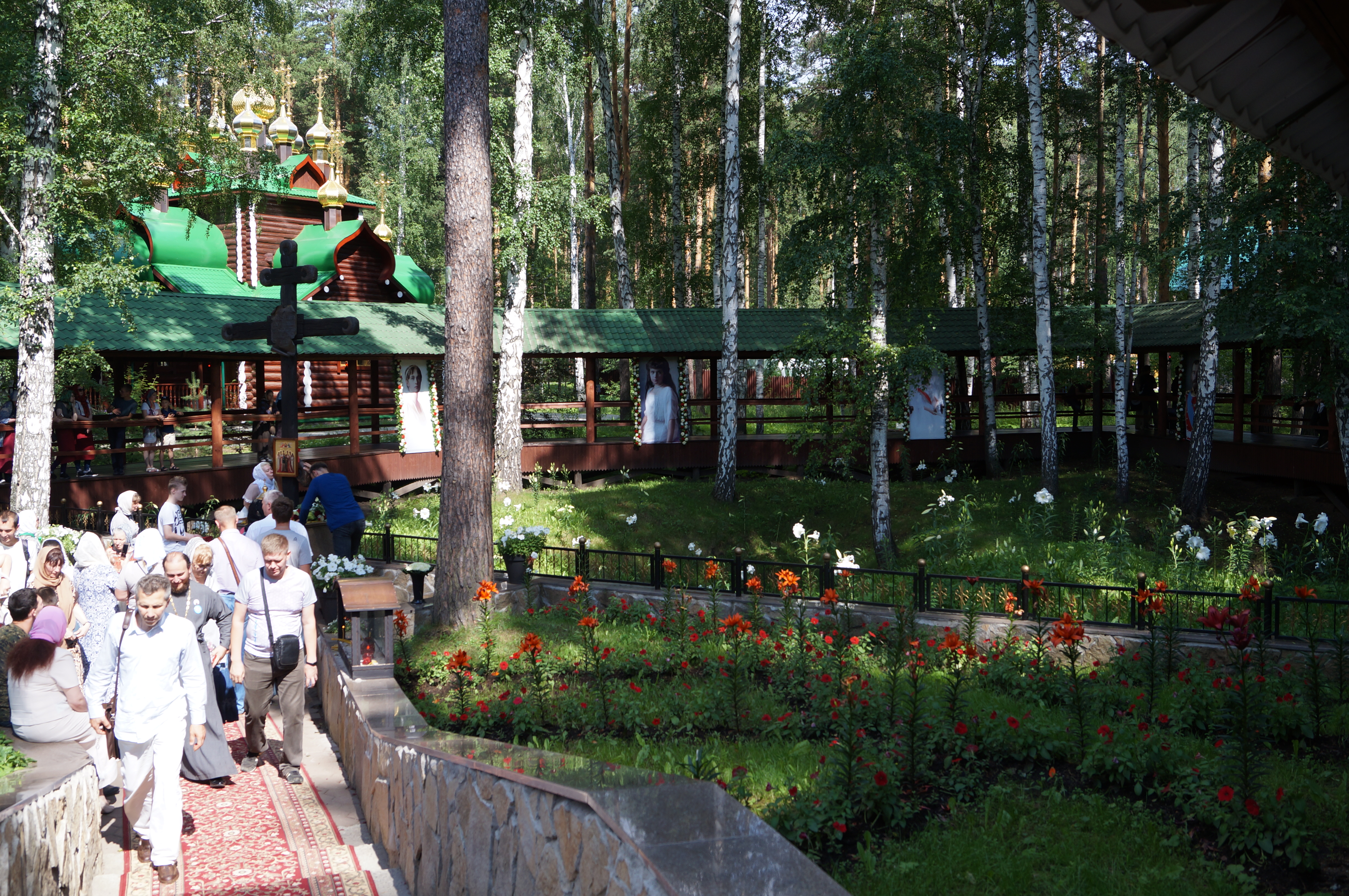
Ганина яма — место сожжения убитых и Поминальный крест. Паломники в день 100-летней годовщины убийства. 17 июля 2018

После отречения Николая II от престола 15 марта 1917 года, он, его семья (жена и 5 детей), а также несколько человек прислуги были отправлены после ареста в Царском Селе сначала в Тобольск, а затем перевезены в Екатеринбург до решения об их дальнейшей судьбе.
В связи с приближением белогвардейских воинских частей к Екатеринбургу, для предотвращения освобождения царя и его семьи белогвардейцами, было принято решение расстрелять царскую семью. Позднее, в рамках судебного разбирательства, Верховный суд РФ 1 октября 2008 года установил, что убийство произошло во исполнение постановления исполкома Уральского областного Совета рабочих, крестьянских и солдатских депутатов, возглавлявшегося большевиками.
В ночь на 17 июля постановление было исполнено: в Ипатьевском доме в Екатеринбурге были убиты император Николай II, императрица Александра Федоровна, цесаревич Алексей, царевны Ольга, Татьяна, Мария, Анастасия и их слуги — врач Евгений Боткин, повар Иван Харитонов, камердинер Алексей Трупп, комнатная девушка Анна Демидова. Убийство было совершено Петром Ермаковым, Петром Войковым, Александром Медведевым, Григорием Никулиным и Александром Стрекотиным под руководством Янкеля Юровского.

## Расследования 1918-1928 годов
25 июля 1918 года Екатеринбург заняли войска белой Сибирской армии и Чехословацкого корпуса во главе с полковником Сергеем Войцеховским. Сразу началось военное и гражданское следствие по цареубийству.
Первичное следствие основывалось на показаниях свидетелей, которые указали, что тела представителей Царской семьи и их прислуги после убийства были вывезены за 23 версты от центра Екатеринбурга в урочище «Четыре брата», где находилась так называемая Ганина яма. Около этой ямы все 11 тел были сожжены 17-18 июля 1918 года, а прокалённые кости политы для разрушения серной кислотой. Остатки костей были разбросаны и сброшены частично в шахту №7.
30 июля 1918 года Ганину яму посетили 12 белых офицеров, в том числе поручик А.А. Шереметьевский и следователь А. Наметкин. Они обнаружили два больших  кострища у шахты №7, на которых сжигались вещи, обувь Царской Семьи и сами их тела, разрубленные большевиками на части. У костров и в шахте №7 в этот день и позже следствием было собрано достаточно доказательств этому. Помимо деталей одежды и обуви, были найдены разрубленные части нательных крестиков, икон, драгоценностей.
В июне 1919 года при откачке воды из шахты №7 следователем Н. Соколовым были найдены обгоревшие кости млекопитающих (скорее всего человеческие) и труп собачки Джимми, принадлежащей Царевне Анастасии. Этот труп опознали члены Царской свиты, оставшиеся в живых. Свидетели Г. Котегов, Н. Мутных, А. Валек, Б.М. Ченцов подтвердили на допросах сожжение тел Царственных Мучеников. Сожжение тел всех Царственных Мучеников в Ганиной Яме впоследствии подтвердили цареубийцы П. Ермаков, П. Войков, А. Медведев, А. Стрекотин, Г. Никулин и, в определённой степени, И. Родзинский.
А. Шереметевский осматривал 30 июля 1918 года мостик из шпал (более 2,5х2,5 м) в Поросенковом Логу и каких-либо следов вырытой могилы на 9 человек не обнаружил, хотя он должен был заметить рыжий суглинок вокруг мостика, если бы тогда, 19 июля 1918 года, там была вырыта могила.
Следователь Н. Соколов в мае-июне 1919 года также осматривал мостик из шпал в Поросенковом Логу и никакой могилы под ним не обнаружил. Видимо, она появилась позже, летом или осенью 1921 года, когда появилась статья и книга английского журналиста Роберта Вильтона о ритуальном убийстве большевиками Царской Семьи, и большевикам надо было обелить свой имидж для установления дипломатических и торговых отношений со странами мира и в преддверии Генуэзской конференции (1922 г.). Тогда же член ВЦИК СССР, известный большевицкий фальсификатор истории Михаил Покровский составляет так называемую записку Покровского-Юровского, описывающую фальшивую «царскую» могилу в Поросенковом Логу как настоящую. Тему Покровского поддержал в своих воспоминаниях в 1922 году комендант Ипатьевского дома Янкель Юровский, руководивший в этом доме убийством Царственных Мучеников. Он также рассказывал о могиле в Поросенковом Логу старым большевикам на совещании в Екатеринбурге в 1934 году. Но участники убийства П. Ермаков, П. Войков, А. Медведев, Г. Никулин, А. Стрекотин указывают в своих воспоминаниях на сожжение тел Царской Семьи в Ганиной Яме.
В 1928 году в СССР был наложен запрет на публикации по теме Царской семьи и её гибели.

## Расследование 1978-1979 годов
Основываясь на записке Покровского-Юровского, новая группа исследователей в 1978 году отправилась на поиски останков царской семьи.
Летом 1979 года группа А. Н. Авдонина и Г. Т. Рябова, действовавшая с подачи министра МВД СССР Николая Щелокова,  используя старые карты, информацию из книг, архивные материалы и воспоминания, в районе бывшей будки переезда 184 км Горнозаводской линии железной дороги в Поросенковом Логу обнаружила захоронение девяти человек, которое, как предполагает современное следствие, является захоронением Николая II, Александры Фёдоровны, их дочерей Ольги, Татьяны и Анастасии, а также лиц царской свиты, расстрелянных 17 июля 1918 года. Найденные останки, однако, они закопали обратно. При этом все их действия контролировал министр Н. Щелоков, как рассказала его дочка Ирина. Известно было об их деятельности и КГБ СССР, куда бывшая жена Гелия Рябова Маргарита написала донос. Однако, никаких действий в отношении Рябова и Авдонина КГБ не предпринял.

## Расследования 1989-1998 годов
В апреле-мае 1989 года была проведена мощная PR-кампания в государственных изданиях СССР по рекламе могилы в Поросенковом Логу как Царской. На страницах журналов «Родина», «Огонек», газеты «Московские новости» появилась на эту тему статья Г. Рябова и Э. Радзинского. Кампания была приурочена к визиту М. Горбачева к английской королеве.
12-13 июля 1991 года в связи с заявлением А. Н. Авдонина о том, что ему известно место захоронения царской семьи, прокуратурой, управлениями МВД и КГБ СССР по Свердловской области были проведены раскопки на том же самом месте. Были проведены работы по идентификации. Ряд экспертов подтвердили принадлежность останков семье Николая II и лицам его окружения, останки цесаревича Алексея и великой княжны Марии найдены не были. Но были эксперты, которые не согласились с такими выводами, в том числе эксперт В. Звягин указал на то, что человек со скелетом №4 был грузного дегистивного телосложения и страдал ревматизмом, что не соответствовало данным Царя.
23 октября 1993 года Правительством РФ была создана государственная комиссия по изучению вопросов, связанных с исследованием и перезахоронением останков императора Николая II и членов его семьи. Комиссию изначально возглавил заместитель председателя Правительства РФ Ю. Ф. Яров, а с 30 мая 1997 года — Б. Е. Немцов.
Для проведения генетических экспертиз следствие привлекло зарубежных экспертов: в 1993 году исследования были проведены в Олдермастонском центре криминалистических исследований в Англии, в 1995 году — в Военно-медицинском институте Минобороны США. Для сличения генетического материала использовалась кровь супруга английской королевы Елизаветы II, греческого принца Филиппа (Герцог Эдинбургский): единственный сын принца Андрея и внук короля Греции Георга I из датского дома Глюксбургов приходится внуком и Ольге Константиновне Романовой, внучке российского императора Николая I. Независимые эксперты Тацуо Нагаи, Алек Найт и Лев Животовский своими генетическими экспертизами опровергли выводы генетиков экспертов следствия.
7 ноября 1997 года вышло распоряжение Правительства РФ N 1606-р, подписанное В. С. Черномырдиным, о проведении Республиканским центром судебно-медицинской экспертизы Минздрава России экспертизы останков царской семьи.
30 января 1998 года правительственная комиссия завершила работу и её председатель Борис Немцов сделал вывод: «Останки, обнаруженные в Екатеринбурге, являются останками Николая II, членов его семьи и приближенных людей». Также председатель комиссии отметил, что в ходе научных исследований по идентификации останков российского императора Николая II и членов его семьи был собран большой фактический материал, который необходимо издать. Книга «Покаяние. Материалы правительственной комиссии по изучению вопросов, связанных с исследованием и перезахоронением останков Российского Императора Николая II и членов его семьи» была выпущена в том же 1998 году издательством «Выбор». Однако, в эту книгу вошла лишь небольшая специально подобранная и отредактированная прокурором В.Н. Соловьевым часть материалов, а большая часть так и не была издана.
Часть результатов судебно-медицинских экспертиз была опубликована позднее в 1998 году в специализированном Судебно-медицинском издании. А другая часть - лишь 20 лет спустя  в сборнике документов судебно-медицинской экспертизы скелетированных останков из екатеринбургского захоронения.
Эксперты, не согласившиеся с признанием останков царскими, проводили стоматологическую экспертизу останков. Из стоматологических экспертиз группы Г. Пашиняна и группы В.Звягина - А.Зубова следует, что люди с черепами №4 и №7 из екатеринбургских останков, приписываемые современным следствием Царю и Царице, не получали стоматологического лечения несколько лет перед смертью, а люди с черепами №3, 5, 6 (приписываемые современным следствием Царевнам Ольге, Татьяне, Анастасии) не получали стоматологического лечения 1-2 года. Притом зубы людей с черепами № 4 и 7 поражены были при жизни пародонтитом и пародонтозом (цингой). У человека с черепом №4 отсутствовали при жизни на нижней челюсти 9 из 16 зубов, в том числе два нижних резца и клык сточен и ещё отсутствуют два верхних резца.
Председатель Правительственной комиссии Борис Немцов, несмотря на требования членов комиссии академика истории директора института истории и археологии Уральского отделения АН РФ Вениамина Алексеева, кандидата исторических наук Сергея Беляева, председателя дворянского собрания князя Андрея Голицына, отказался назначить проведение исторической экспертизы. Прокурор-криминалист Генеральной Прокуратуры РФ В.Н. Соловьев также отказался проводить историческую экспертизу.
Современные историки (кандидат исторических наук Инна Симонова, Леонид Болотин, Алексей Оболенский, Вячеслав Байбиков, Василий Бойко-Великий и ряд других), которые позднее провели историческую экспертизу, установили, что Царская Семья, в том числе Император Николай II, регулярно на протяжении всей своей жизни наблюдалась и лечилась у высокопрофессиональных дантистов и особых проблем с зубами не имели. Сохранились фотографии Царя 1908, 1913, 1916 годов, на которых видны его здоровые передние зубы резцы, которые не могли сточиться до основания за два года. В декабре 2021 года Инна Симонова нашла в фонде переводчика МИД РФ А. Елпатьевского записки Царского дантиста Сергея Кострицкого, который регулярно осматривал и лечил всех членов Царской Семьи, вплоть до октября 1917 года, подтверждающие нормальное состояние зубов  членов Царской Семьи. Прокурор В.Н. Соловьев скрывал эти записки от общественности.

### Перезахоронение
Несмотря на несогласие ряда экспертов о принадлежности найденных останков царской семье, 27 февраля 1998 года Правительство России приняло решение о захоронении «екатеринбургских» останков как останков Николая II и членов его семьи в Петропавловском соборе Санкт-Петербурга. Захоронение состоялось 17 июля 1998 года.
На церемонии присутствовали президент России Борис Ельцин, губернатор Петербурга Владимир Яковлев, а также некоторые представители дома Романовых, включая главу Объединения членов рода Романовых, праправнука Николая I князя Николая Романовича.
Патриарх Алексий II  и другие епископы Русской Православной Церкви на мероприятие не приехали. Священники во время службы поминали «имена ты их Господи сам веси». На захоронение не прибыли главы Королевских домов Европы и целый ряд представителей Дома Романовых, в том числе вдова родного племянника Императора Ольга Николаевна Куликовская-Романова.
Какое-либо паломничество к этому захоронению за четверть века так и не возникло. А в Ганину Яму, названную Патриархом Алексеем II «живым антиминсом», ежегодно приезжают сотни тысяч паломников и ежегодно совершается крестный ход от Храма на Крови в Екатеринбурге. Десятки тысяч паломников участвуют в крестном ходе в ночь 17 июля ежегодно.

## Расследования 2007-2008 годов
В июне 2007 года местными краеведами было принято решение возобновить поиски на Старой Коптяковской дороге с целью обнаружить предполагаемое место второго захоронения останков членов императорской семьи.
Андрей Григорьев, заместитель генерального директора Научно-производственного Центра по охране и использованию памятников истории и культуры Свердловской области: «От уральского краеведа В. В. Шитова я узнал о том, что в архиве хранятся документы, в которых рассказывается о пребывании царской семьи в Екатеринбурге и её последующем убийстве, а также о попытке сокрытия их останков. До конца 2006 года начать поисковые работы мы не смогли. 29 июля 2007 года в результате поисков мы наткнулись на находки».
Недалеко от вскрытого в июле 1991 года места захоронения первых «екатеринбургских» останков были обнаружены всего 150 грамм фрагментированных костей, металлические изделия (гвозди, уголки от деревянных ящиков), пули, в том числе от пистолета ТТ образца 1930-х годов, фрагменты керамики. Согласно предварительному анализу, кости — человеческие и принадлежат двум молодым индивидуумам. Фрагменты керамики идентичны найденным в первом захоронении, и, вероятно, являются обломками керамических сосудов с серной кислотой. Железные уголки и гвозди, вероятно, скрепляли деревянные ящики для этих сосудов. Размер обнаруженного кострища 40-60 см в ширину и 1,5-2 метра в длину никак не мог совпасть с размером кострища при сжигании 2-х тел, по версии современного следствия. Ширина должна быть в два раза больше - не менее 1 метра 20 см.
17 августа 2007 года фрагменты останков были переданы в Бюро судебно-медицинской экспертизы. 21 августа 2007 года Генеральная прокуратура России возобновила расследование по уголовному делу № 18/12366693, которое ранее было возбуждено в связи с обнаружением захоронения на Старой Коптяковской дороге.
Следствие предположило, что это останки детей Николая II. На них были обнаружены следы разрубания - об этом сообщил начальник отдела археологии научно-производственного центра по охране и использованию памятников истории и культуры Свердловской области Сергей Погорелов. «Следы того, что тела были разрублены, найдены на плечевой кости, принадлежащей мужчине, и на фрагменте черепа, идентифицированного как женский. Кроме того, на черепе мужчины обнаружено полностью сохранившееся овальное отверстие, возможно, это след от пули», — пояснил Сергей Погорелов.
В 2008 году генетический анализ, проведённый экспертами в России и США (Лаборатория эволюционной геномики Института общей генетики РАН, Лаборатория по идентификации ДНК Вооружённых сил США (AFDIL) и лаборатория Инсбрукского (Австрия) медицинского института (GMI)), подтвердил, что обнаруженные в 2007 году под Екатеринбургом останки принадлежат детям Николая II. В июле 2008 года данную информацию официально подтвердил Следственный комитет при прокуратуре Российской Федерации, сообщив, что экспертиза останков, найденных в 2007 году на старой Коптяковской дороге, установила: обнаруженные останки принадлежат великой княжне Марии и цесаревичу Алексею.
С этим выводом не согласилась Русская Православная церковь и эксперты созданной ею группы при Фонде Св. Василия Великого. Останки, приписываемые цесаревичу Алексею и великой княжне Марии, были обнаружены в виде сильно обгоревших костей общей массой не более 150 граммов. «По мнению многих специалистов, их состояние таково, что даже невозможно определить, о людях какого пола идет речь, — отметил бывший член созданной Фондом Святого Василия Великого исследовательской группы историк Алексей Оболенский. — Тем не менее экспертиза пришла к выводу, что «…костные объекты могли принадлежать цесаревичу Алексею Николаевичу и Великой княжне Марии Николаевне, соответственно 1904 и 1899 годов рождения, расстрелянным в июле 1918 года». На обнаруженных в 2007 году костях и зубах отсутствуют следы огня, что напрямую противоречит версии Покровского-Юровского, которой придерживается современное следствие. Отсутствие воздействия огня подтвердила и группа экспертов следствия во главе с Сергеем Никитиным.

## Расследования 2015-2021 годов
В сентябре 2015 года Следственный комитет России возобновил расследование по факту гибели царской семьи под руководством старшего следователя по особо важным делам полковника Марины Молодцовой. Следователь В.Н. Соловьев в ноябре 2015 года отстранен от ведения дела. Параллельно патриархия образовала церковную комиссию. Секретарем комиссии был назначен епископ Егорьевский Тихон (Шевкунов).
За шесть лет следствия были проведены сорок различных экспертиз: судебно-медицинские (антропологические), криминалистические, молекулярно-генетические, историко-архивные, почвоведческие и другие. Материалы дела собраны в почти 100 томов.
23 сентября 2015 г. и в марте 2016 г. следователи взяли в Петропавловском соборе генетический материал останков предпоследнего из Романовых, Александра III, и изъяли образцы останков Николая II и Александры Фёдоровны. Ряд экспертов заявляет, что судя по состоянию надгробия, гробницу Александра III могли ранее вскрывать, а значит, подлинность находящихся внутри останков может вызывать сомнения.
Группа при Фонде Св. Василия Великого привлекла к работе стоматологов, изучавших по рентгеновским снимкам и аналитическим материалам состояние «черепа № 4», предположительно принадлежавшего императору, в то время как историки анализировали дневники, которые на протяжении всей жизни изо дня в день подробно вели государь и государыня, а также просматривали результаты предыдущих экспертиз.
«Череп № 4 принадлежал человеку, который на протяжении длительного времени, но не всю жизнь, был лишен стоматологической помощи, — заявил член исследовательской группы, стоматолог-ортопед и вице-президент Стоматологической ассоциации Санкт-Петербурга Эмиль Агаджанян. — Он долго страдал остеомиелитом, то есть у него гнила кость, что приносило жуткие страдания: больной не может жевать этой стороной рта. Кроме того, отсутствовали девять зубов. Маловероятно, что император довел свой рот до такого состояния». Эксперт обратил внимание также и на то, что лечащий врач императорской семьи Сергей Кострицкий продолжал посещать своих пациентов и после отречения Николая II от престола, а в Тобольске семью Романовых иногда лечила местный дантист Мария Рендель. Все свои визиты к врачу император отражал в дневнике. При этом у черепа № 4 в последние месяцы жизни его обладателя было удалено два зуба, о чём никаких записей в дневниках нет.
Накануне 100-летия расстрела  в 2018 году СКР опубликовал заявление о том, что «заключениями комплексных комиссионных молекулярно-генетических экспертиз подтверждена принадлежность обнаруженных останков бывшему императору Николаю II, членам его семьи и лицам из их окружения». «Из заключения молекулярно-генетической экспертизы по установлению биологического родства императора Александра III и погибшего человека, идентифицированного как бывший император Николай II, следует, что они являются родственниками на уровне отец — сын», — указывалось в заявлении. Однако, в опубликованном СКР в 2021 году трехтомнике указано, что генетические экспертизы скелетов, приписываемых современным следствием Царским слугам, не проводились, а по черепу №1, приписываемому Царской горничной Анне Демидовой вообще нельзя провести такую экспертизу, потому что ДНК не сохранилось. Это вызывает недоверие к другим, проведенным следствием, генетическим экспертизам.
Исследователь темы расстрела царской семьи и участия в ней латышских красных стрелков С. В. Ильичёва считает, что останки царской семьи так и не были найдены. Она ссылается на личные воспоминания: «В 1961 году в редакции газеты „Уральский рабочий“, где работал мой отец, проходила встреча с участником событий Александром Медведевым. Он рассказал, как на следующий день после убийства уничтожались следы: раздетые тела обливались серной кислотой, а затем расчленялись, обливались бензином и сжигались на кострах. То, что осталось, затем было сброшено в старую шахту. Медведев пытался найти её в 1946 году, но не смог: говорил, что со временем увал затянуло растительностью». Современное следствие не смогло опровергнуть эти воспоминания, как и выводы следствия Наметкина-Сергеева-Соколова (1918-1924 гг.).
Группа юристов во главе с доктором юридических наук, кандидатом исторических наук Георгием Шарьяном высказала ряд критических замечаний правового характера. По словам этих экспертов, целый набор процессуальных нарушений, допущенных следственной группой В. Соловьева, а также её сегодняшними преемниками, не позволяет рассматривать результаты проведенных ими экспертиз как законно добытые доказательства, в силу чего, с точки зрения уголовного права, все эти экспертизы следует признать юридически ничтожными.
В 2023 году независимые эксперты выпустили сборники с критическим разбором тех результатов экспертиз официального следствия, которые были обнародованы в неполном объёме (в виде обрывков интервью и небольших выдержек из экспертиз следствия в трёхтомнике Следственного Комитета РФ).

## Позиция Русской православной церкви
17 июля 1998 года, когда по решению Правительства РФ произошло перезахоронение «екатеринбургских» останков в Петропавловском соборе Санкт-Петербурга, Патриарх Алексий II и другие епископы РПЦ не приехали на мероприятие. Позднее, в преддверии Архиерейского собора 2000 года, Патриарх Алексий II говорил о сомнениях по поводу этих останков: «У нас есть сомнения в подлинности останков, и мы не можем призывать верующих поклоняться лжемощам, если в будущем они будут признаны таковыми».
Митрополит Ювеналий (Поярков), ссылаясь на суждение Священного Синода от 26 февраля 1998 года («Оценка достоверности научных и следственных заключений, равно как и свидетельство об их незыблемости или неопровержимости, не входит в компетенцию Церкви. Научная и историческая ответственность за принятые в ходе следствия и изучения выводы относительно „екатеринбургских останков“ полностью ложится на Республиканский центр судебно-медицинских исследований и Генеральную прокуратуру Российской Федерации. Решение Государственной Комиссии об идентификации найденных под Екатеринбургом останков как принадлежащих Семье Императора Николая II вызвало серьёзные сомнения и даже противостояния в Церкви и обществе»), докладывал Архиерейскому собору в августе 2000 года: «Захороненные 17 июля 1998 года в Санкт-Петербурге „екатеринбургские останки“ на сегодняшний день не могут быть признаны нами принадлежащими Царской Семье».
«Талабский» старец отец Николай (Гурьянов) также отмечал, что «У екатеринбургских останков нет чудотворения», - вот ответ Царственных Великомучеников на «поросенков» подлог! «В Святых Мощах незримо присутствует Сам Святой… А в этих костях святости нет».
Одновременно с этим, на Архиерейском соборе от 14 августа 2000 года Николай II вместе со своей супругой Александрой Федоровной и пятью детьми были прославлены как страстотерпцы среди новомучеников и исповедников Российских.
В 2000 году был основан монастырь в Ганиной Яме, где в 1919 году проводивший расследование гибели Царской Семьи следователь Соколов обнаружил около 60 костных фрагментов. Там же был собран пепел с костров, на которых сжигались тела. Именно этот пепел имеет больше всего отношение к останкам убитых, считает С. В. Ильичёва и большинство независимых экспертов. В 2000-2003 году на месте бывшего Ипатьевского дома, где состоялся расстрел Царской Семьи, был построен Храм на Крови, который был освящён 16 июля 2003 года. Храм на Крови и монастырь стали главными местами поклонения царственным страстотерпцам. Ежегодно здесь проводятся памятные богослужения в годовщину расстрела Царской Семьи и Крестный ход по Пути скорби от Храма до шахты №7.
В 2016 году была образована комиссия Патриархии, секретарем которой был назначен епископ Егорьевский Тихон (Шевкунов), а возглавил её митрополит Санкт-Петербургский и Ладожский Варсонофий. Святейший Патриарх сам лично шифровал все образцы, которые предназначались для молекулярно-генетического анализа в рамках работы Комиссии Русской Православной Церкви и Следственного комитета России, чтобы исключить влияние человеческого фактора на результаты этой работы. Каждый зашифрованный образец был отправлен на исследования в разные лаборатории, которые не знали о работе друг друга.
Фонд Святителя Василия Великого образовал специальную группу, состоящую из историков и медиков, для исследования подлинности останков, и, в соответствии с историко-стоматологическим исследованием Эмиля Агаджаняна, Леонида Болотина и Алексея Оболенского было доказано, что столь плачевное состояние зубов, какое обнаружено у черепа № 4, приписываемого официальным следствием Николаю II, никак не могло быть у Императора, который получал регулярную стоматологическую помощь.
Игумен Флавиан (Матвеев), который отпевал неизвестные останки, найденные в Поросенковом Логу, утверждал, что они не могут относиться к царским, так как слишком хорошо сохранились, на них не было следов топора и огня. И японская экспертиза не подтвердила генетического соответствия между останками в Поросенковом логу и образцами крови, оставшейся на рубашке цесаревича Николая Александровича после инцидента в Оцу.
На Архиерейском Соборе в 2017 году воздержались от принятия решения по подлинности «екатеринбургских» останков, так как на ряд вопросов, поставленных Церковью государственная комиссия так и не ответила. Представители Церкви и независимые эксперты настаивают на публикации всех проведенных экспертиз государственными органами и исследовательскими институтами, а также материалов следствия в полном объёме, без купюр.
В январе 2022 года бывший глава Отдела внешних церковных связей митрополит Иларион в эфире программы «Церковь и мир» на телеканале «Россия-24» заявил, что вопрос о признании подлинности «екатеринбургских» останков может быть рассмотрен Архиерейским собором в мае 2022 года. Александр Закатов, директор канцелярии Дома Романовых, который возглавляет великая княгиня Мария Владимировна, заявил после этого, что решение о признании подлинности останков будет принято Императорским домом с благоговением, доверием к Русской православной церкви и с большой радостью. Однако, из-за международной обстановки в 2022 году Архиерейский Собор не собрался.
На Архиерейском совещании в июле 2023 года не рассматривался вопрос «екатеринбургских» останков, а решение о проведении Архиерейского Собора, на котором должно состояться рассмотрение результатов проведëнных исследований и экспертиз, не было принято. Вопрос о признании или опровержении найденных останков под Екатеринбургом останками Царской Семьи на начало 2024 года остался нерешённым.